# SPRR2A
SPRR2A‏ (Small proline rich protein 2A) هوَ بروتين يُشَفر بواسطة جين SPRR2A في الإنسان.